# Dokormidlovací zařízení

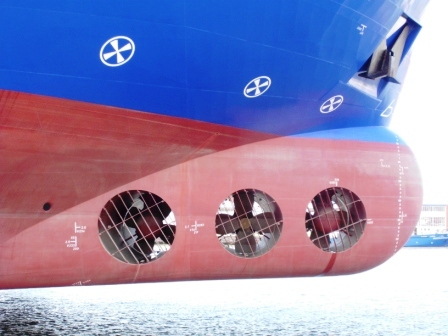
Trojice dokormidlovacích zařízení v přídi plavidla Innovation. Nad čárou ponoru jsou patrné symboly, které na přítomnost dokormidlovacích zařízení upozorňují.

Dokormidlovací zařízení, bow thruster, či „příďák“ je doplněk pohonného systému plavidel, který zlepšuje jejich manévrovací schopnosti a zlepšuje ekonomii jejich provozu (např. nepotřebují asistenci remorkéru). Zařízení bývá umístěno na přídi a na zádi plavidla (stern thruster). Větší plavidla jich mohou mít více. Dokormidlovací zařízení tvoří rotor umístěný v tunelu pod čarou ponoru plavidla.